# Michiru Yamane
Pour les articles homonymes, voir Yamane.
Michiru Yamane (山根 ミチル, Yamane Michiru), née le 23 septembre 1963 dans la préfecture de Kagawa au Japon, est une compositrice japonaise, connue principalement pour les musiques de nombreux épisodes de la série Castlevania.

## Biographie
Yamane naît le 23 septembre 1963 dans la préfecture de Kagawa au Japon. Déjà enfant, elle suit des cours de piano et d'orgue électronique, et écrit son premier morceau à onze ans. Après le lycée, elle rentre dans une des plus grandes académies de musique du Japon, l'Université des Beaux- Arts et de la Musique de la Préfecture d’Aichi, où elle commence à utiliser des synthétiseurs et des séquenceurs. Elle est embauchée par Konami, se faisant connaître petit à petit, à la fin des années 1980.
La consécration vient en 1997, avec les musiques de Castlevania: Symphony of the Night. Par la suite, elle continue d’œuvrer sur la série avec les épisodes Castlevania: Lament of Innocence (2003, PlayStation 2) et Castlevania: Curse of Darkness (2005, PlayStation 2 et Xbox), puis Castlevania: Dawn of Sorrow (2005, Nintendo DS accompagné de Masahiko Kimura, et Castlevania: Portrait of Ruin (2006, Nintendo DS) avec Yûzô Koshiro.

## Compositions de jeux

### MSX
- King's Valley II
- Nemesis 3: The Eve of Destruction (avec Motoaki Furukawa, Kazuhiko Uehara, Yukie Morimoto, ey Masahiro Ikariko)
- SD Snatcher (avec Masahiro Ikariko, Mutsuhiko Izumi, Motoaki Furukawa, Yuji Takenouchi, Harumi Uekoh, Yuko Kurahashi, Tomoya Tomita, Tsuyoshi Sekito, Kazuhiko Uehara)

### Nintendo Famicom
- Ganbare Goemon 2 (with Koji Murata)

### Arcade
- Lightning Fighters (avec Kenichi Matsubara)
- Detana!! TwinBee (avec Hidenori Maezawa and Masae Nakashima)
- Vendetta (avec Hideaki Kashima)
- Astérix (avec Mutsuhiko Izumi, Junya Nakano, M. Egama, et A. Hashimoto)
- Wild West C.O.W.-Boys of Moo Mesa (avec Hideaki Kashima)
- beatmania IIDX 14 GOLD: カミロ・ウナ・メンデス *Camiro una Mendes*

### Mega Drive
- Castlevania: Bloodlines / The New Generation
- Contra: Hard Corps / Probotector (avec Aki Hata et Hiroshi Kobayashi)
- Rocket Knight Adventures (avec Masanori Ohuchi, Aki Hata, Masanori Adachi, et Hiroshi Kobayashi)
- Sparkster: Rocket Knight Adventures 2 (avec Akira Yamaoka)

### Super Nintendo
- Sparkster (avec Kazuhiko Uehara, Masahiro Ikariko, Akira Yamaoka, et M. Matsuhira)

### Sony PlayStation
- Castlevania: Symphony of the Night
- Elder Gate (avec Sōta Fujimori et Hidenori Onishi)
- Gungage (avec Sōta Fujimori)

### Sega Saturn
- Castlevania: Symphony of the Night

### Nintendo Game Boy Advance
- Castlevania: Aria of Sorrow
- Castlevania: Harmony of Dissonance (partielle)

### Sony PlayStation 2
- Castlevania: Lament of Innocence
- Castlevania: Curse of Darkness
- OZ/The Sword Of Etheria/Over Zenith
- World Soccer Winning Eleven 5 Final Evolution (avec Norikazu Miura)
- Winning Eleven 6 International (avec Sōta Fujimori)
- Rumble Roses: The Thorn of Justice
- Suikoden III (avec Takashi Yoshida)
- Suikoden IV (avec Norikazu Miura)
- The Sword of Etheria
- Dance Dance Revolution Extreme

### Sony PlayStation 3
- Skullgirls

### Microsoft Xbox
- Castlevania: Curse of Darkness

### Microsoft Xbox 360
- Otomedius G
- Skullgirls
- Otomedius Excellent (avec Motoaki Furukawa)

### Nintendo DS
- Castlevania: Dawn of Sorrow (quelques morceaux)
- Castlevania: Portrait of Ruin
- Castlevania: Order of Ecclesia

### Nintendo Wii
- Elebits (avec Naoyuki Sato)

### Steam
- Skullgirls
- Bloodstained: Curse of the Moon

### Sony PlayStation 4
- Skullgirls
- Bloodstained: Curse of the Moon
- Bloodstained: Ritual of the Night

### Sony PlayStation Vita
- Skullgirls
- Bloodstained: Curse of the Moon

### Xbox One
- Bloodstained: Curse of the Moon
- Bloodstained: Ritual of the Night

### Windows
- Bloodstained: Curse of the Moon
- Bloodstained: Ritual of the Night

### Nintendo Switch
- Bloodstained: Curse of the Moon
- Bloodstained: Ritual of the Night

## Compositions pour la télévision
À la demande de Florent Gorges, Michiru Yamane a accepté de composer la bande son de l'émission Les oubliés de la playhistoire, présentée par Florent et diffusée sur la chaîne de télévision Nolife.